# Aire d'attraction de Compiègne
L'aire d'attraction de Compiègne est un zonage d'étude défini par l'Insee pour caractériser l’influence de la commune de Compiègne sur les communes environnantes. Publiée en octobre 2020, elle se substitue à l'aire urbaine de Compiègne, qui comportait 47 communes dans le zonage de 2010.

### Carte

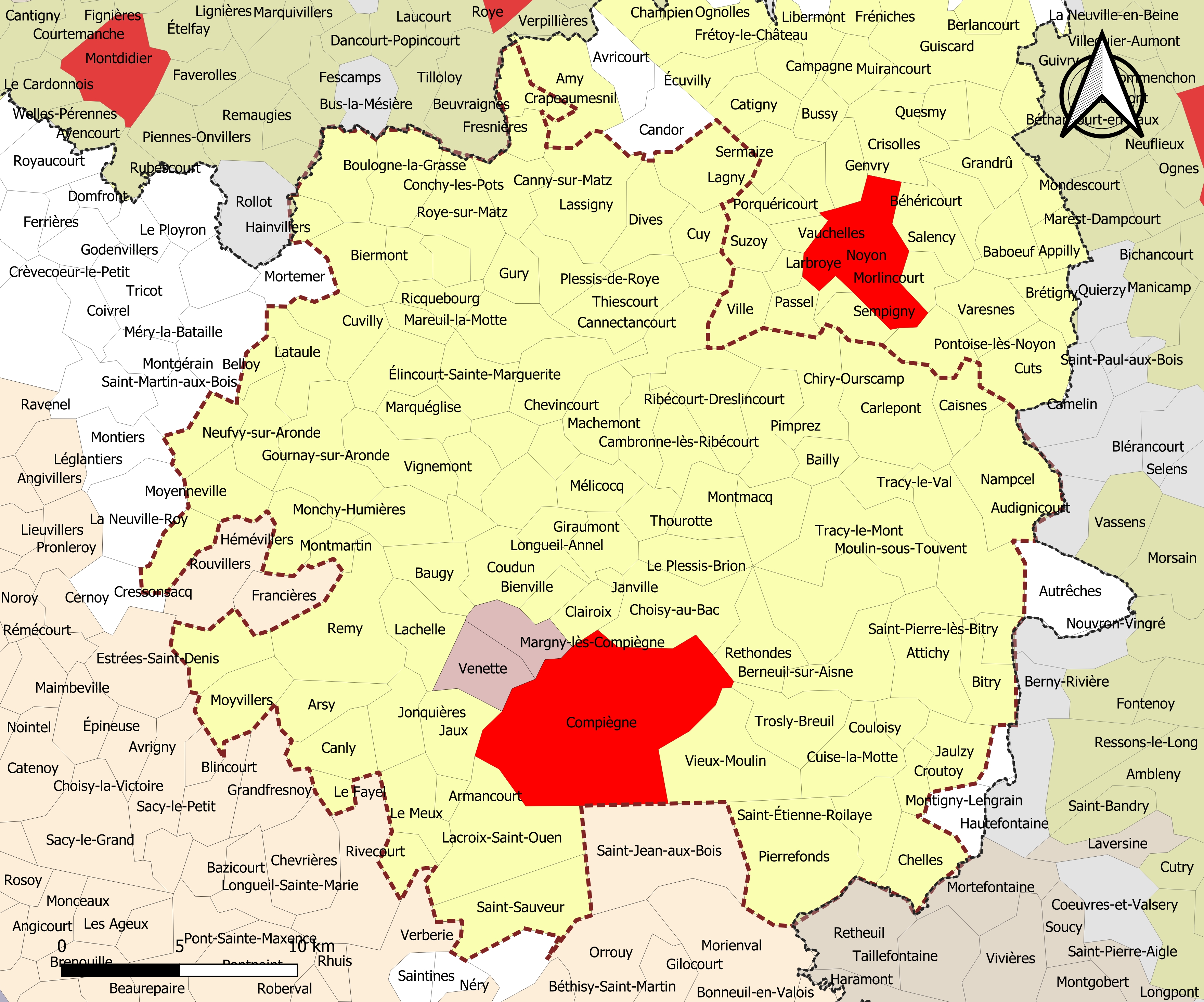
Carte de l'aire d'attraction de Compiègne.
Commune-centre
Commune du pôle principal
Commune de la couronne

## Définition
L'aire d'attraction d'une ville est composée d’un pôle, défini à partir de critères de population et d’emploi ainsi que d’une couronne constituée des communes dont au moins 15 % des actifs travaillent dans le pôle. Le pôle d’attraction constitue ainsi un point de convergence des déplacements domicile-travail,.

## Géographie
L’aire d'attraction de Compiègne est une aire intra-départementale qui comporte 101 communes dans l'Oise. 

### Composition communale
| Catégorie                  | Département | Communes | Communes |
| Catégorie                  | Département | Nombre   | Libellé |
| -------------------------- | ----------- | -------- | --- |
| Commune-centre             | Oise        | 1        | Compiègne. |
| Communes du pôle principal | Oise        | 2        | Margny-lès-Compiègne, Venette. |
| Communes de la couronne    | Oise        | 98       | Antheuil-Portes, Armancourt, Arsy, Attichy, Bailly, Baugy, Belloy, Berneuil-sur-Aisne, Bienville, Biermont, Bitry, Boulogne-la-Grasse, Braisnes-sur-Aronde, Caisnes, Cambronne-lès-Ribécourt, Canly, Cannectancourt, Canny-sur-Matz, Carlepont, Chelles, Chevincourt, Chiry-Ourscamp, Choisy-au-Bac, Clairoix, Conchy-les-Pots, Coudun, Couloisy, Crapeaumesnil, Croutoy, Cuise-la-Motte, Cuvilly, Cuy, Dives, Élincourt-Sainte-Marguerite, Estrées-Saint-Denis, Évricourt, Le Fayel, Fresnières, Giraumont, Gournay-sur-Aronde, Grandvillers-aux-Bois, Gury, Hainvillers, Hémévillers, Janville, Jaulzy, Jaux, Jonquières, Laberlière, Lachelle, Lacroix-Saint-Ouen, Lagny, Lassigny, Lataule, Longueil-Annel, Machemont, Marest-sur-Matz, Mareuil-la-Motte, Margny-sur-Matz, Marquéglise, Mélicocq, Le Meux, Monchy-Humières, Montmacq, Montmartin, Moulin-sous-Touvent, Moyenneville, Moyvillers, Nampcel, Neufvy-sur-Aronde, La Neuville-sur-Ressons, Orvillers-Sorel, Pierrefonds, Pimprez, Plessis-de-Roye, Le Plessis-Brion, Remy, Ressons-sur-Matz, Rethondes, Ribécourt-Dreslincourt, Ricquebourg, Rivecourt, Roye-sur-Matz, Saint-Crépin-aux-Bois, Saint-Étienne-Roilaye, Saint-Léger-aux-Bois, Saint-Pierre-lès-Bitry, Saint-Sauveur, Thiescourt, Thourotte, Tracy-le-Mont, Tracy-le-Val, Trosly-Breuil, Vandélicourt, Vieux-Moulin, Vignemont, Villers-sur-Coudun, Wacquemoulin. |

## Démographie
Cette aire est catégorisée dans les aires de 50 000 à moins de 200 000 habitants, une catégorie qui regroupe 18,4 % de la population au niveau national,.